# ماهوت سبز

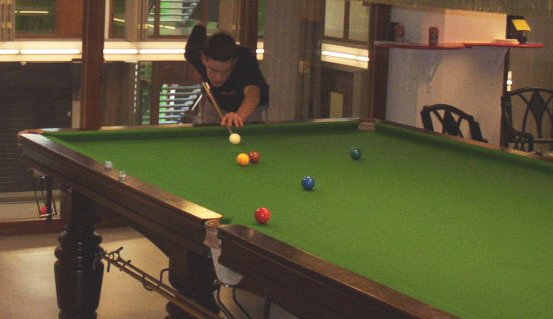
یک میز اسنوکر با روکش ماهوت سبز.

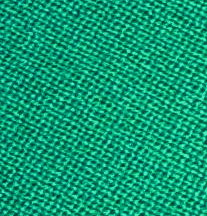
ماهوت سبز.

به نوعی از پارچه ماهوت سبزرنگ که میز بیلیارد و غیره را با آن می‌پوشانند ماهوت سبز گفته می‌شود.
ماهوت یک نوع پارچه پشمینهٔ کلفت پرزدار نفیس است که از آن لباس و پرده و غیره می‌دوزند. از ماهوت سبز همچنین برای روکش کردن میزهای برخی از بازی‌های قمارخانهای ازجمله بلک‌جک و باکارا استفاده می‌شود.
تمام میزهای بیلیارد، با روکش مخصوصی از جنس پشم یا ترکیب پشم و نایلون بافته شده پوشیده شده‌اند که ماهوت سبز نام دارد. این روکش پارچه‌ای از قرن پانزدهم بر روی میزهای بیلیارد کشیده می‌شده‌است و یکی از مشهورترین و قدیمی‌ترین کارخانه‌های تولیدکننده این روکش به نام «ایوان سیمونیس» در سال ۱۴۵۳ بنا شده‌است. پارچه میز بیلیارد به‌طور سنتی سبز است که در واقع به اجداد این بازی که بر روی چمن انجام می‌شده‌اند، اشاره دارد. از طرفی این رنگ کاربرد مفیدی هم دارد زیرا چشم افراد عادی-کسانی که کوررنگ نیستند- در میان رنگ‌ها نسبت به رنگ سبز حساسیت بیشتری دارد.
میزهایی که برای بار یا باشگاه‌ها مورد استفاده قرار می‌گیرند، به دلیل استفاده بسیار، با پارچه‌های بادوامتری که در ضمن بافت خشن‌تر و در نتیجه اصطکاک بیشتری با توپ دارند، پوشیده می‌شوند. پارچه مورد استفاده برای میزهای خانگی و باشگاه‌های سطح بالا، از نوع ظریفتر، کم‌اصطکاک‌تر است. پوشش میزهای مخصوص مسابقه، از جنس پشم تابیده ۱۰۰٪ خالص تهیه می‌شود. پارچه به کار رفته در میز اسنوکر دارای جهت «خواب» مشخصی هستند به این معنا که بافت پارچه در یک جهت خاص قرار دارد و توپها، بسته به سمت موافق یا مخالف خواب پارچه، به شکل متفاوتی حرکت می‌کنند.